# 水委二
鳳凰座ζ，又名CP-55 241，HD 6882、SAO 232306、HR 338，是鳳凰座的一颗恒星，视星等为3.92，位于銀經297.83，銀緯-61.71，其B1900.0坐标为赤經1h 4m 10.9s，赤緯-55° -61.71′ 49″。